# Parco nazionale di Nagarjunasagar
Il Parco nazionale di Nagarjunasagar è un'area naturale protetta dell'India meridionale che si trova a circa 30 km da Macherla, nello stato di Andhra Pradesh. È stato istituito nel 1978 e occupa una superficie di 3.568 km² sul territorio dei distretti di Guntur, Prakasam, Kurnool, Mahaboobnagar e Nalgonda, attestandosi come la più vasta riserva della tigre indiana. Il parco è particolarmente rilevante per la conservazione delle tigri, dei leopardi, dell'orsi giocolieri, delle iene e dei cervi. 
In particolare, l'area è conosciuta anche come Santuario Nagarjunasagar - Srisailam. 
Il parco è anche di grande rilevanza per le sue caratteristiche geologiche.